# قرار مجلس الأمن التابع للأمم المتحدة رقم 2055
قرار مجلس الأمن التابع للأمم المتحدة رقم 2055، الذي اتخذه مجلس الأمن بالإجماع في جلسته رقم 6795 في 29 يونيو 2012، بشأن عدم انتشار أسلحة الدمار الشامل.
معلومات حول القرار
موضوع القرار: عدم انتشار الأسلحة
سنة 2012
العنوان: عدم انتشار أسلحة الدمار الشامل
القرارات ذات الصلة بالقرار: 1540 (وهو القرار الأساسي بهذا الشأن)، 1673، 1810 و 1977
مقتبس في القرارات: 2325 2572 2622

## روابط خارجية
- نص القرار في undocs.org